# Miss Italia
Miss Italia es un concurso de belleza nacional en Italia. Desde la primera edición del concurso muchas de las candidatas han desarrollado notables carreras en televisión y cine.
La actual Miss Italia es Ofelia Passaponti, quien fue coronada el 22 de septiembre de 2024 en el Teatro Comunale de Porto San Giorgio (Italia).

## Historia
El precursor de Miss Italia es el concurso de Cinque mila lire per un sorriso (en español: Cinco mil liras por una sonrisa), nacido en 1939 a partir de una idea de Dino Villani de patrocinar una marca de pasta de dientes. Fue un concurso fotográfico, las candidatas por el título de «Miss Sorriso» (Miss Sonrisa) no desfilaban en una pasarela, sino que se limitaban a solo enviar sus fotos.
Después de finalizar la Segunda Guerra Mundial, la contienda, se reanudó en 1946 y adoptó el nombre actual de Miss Italia. Se celebró en Stresa, que había conseguido mantener su infraestructura hotelera a pesar de la guerra. 
Al igual que la propia sociedad italiana contemporánea, el concurso de Miss Italia ha pasado por muchos cambios a lo largo de los años. En 1950 fue la primera emisión en la radio. Pero desde 1988 se ha transmitido en vivo por Rai Uno. A partir de 1990 las medidas del pecho, la cintura y las caderas de las concursantes ya no son juzgadas, y en 1994 el concurso se abrió a las mujeres casadas y madres aunque la ganadora de 1987 había sido descalificada cuando se descubrió más tarde que estaba casada. En 1996, Denny Méndez se convirtió en la primera Miss Italia en ser una mujer de color. En septiembre de 1999, se confirmó que la Organización Miss Universo le quitó la licencia al Miss Italia.
Entre las participantes que más tarde encontraron el éxito en el cine y en la industria del entretenimiento en general (aunque en realidad no todas ganaron la corona de Miss Italia en sí) son: Silvana Pampanini, Sophia Loren, Lucia Bosè, Stefania Sandrelli, Mirca Viola, Simona Ventura, Anna Falchi, Martina Colombari, Gina Lollobrigida, Silvana Mangano.

## Ganadoras

### Cinque mila lire per un sorriso
| Año  | Nombre          | Región    |
| ---- | --------------- | --------- |
| 1939 | Isabella Verney | Piamonte  |
| 1940 | Gianna Maranesi | Lombardía |
| 1941 | Adriana Serra   | Lombardía |

### Miss Italia
| Año  | Ganadora                     | Ganadora             | Ref.   |
| Año  | Nombre                       | Región               |        |
| ---- | ---------------------------- | -------------------- | ------ |
| 1946 | Rossana Martini              | Toscana              |        |
| 1947 | Lucia Bosè †                 | Lombardía            |        |
| 1948 | Fulvia Franco †              | Friul-Venecia Julia  |        |
| 1949 | Mariella Giampieri           | Marcas               |        |
| 1950 | Anna Maria Bugliari          | Campania             |        |
| 1951 | Isabella Valdettaro          | Liguria              |        |
| 1952 | Eloisa Cianni                | Toscana              |        |
| 1953 | Marcella Mariani †           | Lacio                |        |
| 1954 | Eugenia Bonino               | Sicilia              |        |
| 1955 | Brunella Tocci               | Calabria             |        |
| 1956 | Nives Zegna                  | Emilia-Romaña        |        |
| 1957 | Beatrice Faccioli            | -                    |        |
| 1958 | Paola Falchi                 | Emilia-Romaña        |        |
| 1959 | Marisa Jossa                 | Friul-Venecia Julia  |        |
| 1960 | Layla Rigazzi                | Liguria              |        |
| 1961 | Franca Cattaneo              | Liguria              |        |
| 1962 | Raffaella De Carolis †       | Sicilia              |        |
| 1963 | Franca Dall'Olio             | Cerdeña              |        |
| 1964 | Mirka Sartori                | Véneto               |        |
| 1965 | Alba Rigazzi                 | Lombardía            |        |
| 1966 | Daniela Giordano †           | Sicilia              |        |
| 1967 | Cristina Businari            | Lacio                |        |
| 1968 | Graziella Chiappalone        | Calabria             |        |
| 1969 | Anna Zamboni                 | Marcas               |        |
| 1970 | Alda Balestra                | Friul-Venecia Julia  |        |
| 1971 | Maria Pinnone †              | Lacio                |        |
| 1972 | Adonella Modestini           | Lacio                |        |
| 1973 | Margareta Veroni             | Toscana              |        |
| 1974 | Loredana Piazza              | Véneto               |        |
| 1975 | Livia Iannoni                | Liguria              |        |
| 1976 | Paola Bresciano              | Sicilia              |        |
| 1977 | Anna Kanakis                 | Sicilia              |        |
| 1978 | Loren Cristina Mai           | Lombardía            |        |
| 1979 | Cinzia Fiordeponti           | Abruzos              |        |
| 1980 | Cinzia Lenzi                 | Toscana              |        |
| 1981 | Patrizia Nanetti             | Marcas               |        |
| 1982 | Federica Moro                | Lombardía            |        |
| 1983 | Raffaella Baracchi           | Piamonte             |        |
| 1984 | Susanna Huckstep             | Friul-Venecia Julia  |        |
| 1985 | Eleonora Resta               | Lombardía            |        |
| 1986 | Roberta Capua                | Trentino-Alto Adigio |        |
| 1987 | Michela Rocco di Torrepadula | -                    |        |
| 1988 | Nadia Bengala                | Cerdeña              |        |
| 1989 | Eleonora Benfatto            | Véneto               |        |
| 1990 | Rosangela Bessi              | Lombardía            |        |
| 1991 | Martina Colombari            | Emilia-Romaña        |        |
| 1992 | Gloria Zanin                 | Véneto               |        |
| 1993 | Arianna David                | Lacio                |        |
| 1994 | Alessandra Meloni            | Cerdeña              |        |
| 1995 | Anna Valle                   | Sicilia              |        |
| 1996 | Denny Méndez                 | Toscana              |        |
| 1997 | Claudia Trieste              | Calabria             |        |
| 1998 | Gloria Bellicchi             | Emilia-Romaña        |        |
| 1999 | Manila Nazzaro               | Apulia               |        |
| 2000 | Tania Zamparo                | Marcas               |        |
| 2001 | Daniela Ferolla              | Calabria             |        |
| 2002 | Eleonora Pedron              | Véneto               |        |
| 2003 | Francesca Chillemi           | Sicilia              |        |
| 2004 | Cristina Chiabotto           | Piamonte             |        |
| 2005 | Edelfa Chiara Masciotta      | Piamonte             |        |
| 2006 | Claudia Andreatti            | Trentino-Alto Adigio |        |
| 2007 | Silvia Battisti              | Véneto               |        |
| 2008 | Miriam Leone                 | Sicilia              | [ 7 ]  |
| 2009 | Maria Perrusi                | Calabria             | [ 8 ]  |
| 2010 | Francesca Testasecca         | Umbría               | [ 9 ]  |
| 2011 | Stefania Bivone              | Calabria             | [ 10 ] |
| 2012 | Giusy Buscemi                | Sicilia              | [ 11 ] |
| 2013 | Giulia Arena                 | Sicilia              | [ 12 ] |
| 2014 | Clarissa Marchese            | Sicilia              | [ 13 ] |
| 2015 | Alice Sabatini               | Lacio                | [ 14 ] |
| 2016 | Rachele Risaliti             | Toscana              | [ 15 ] |
| 2017 | Alice Rachele Arlanch        | Trentino-Alto Adigio | [ 16 ] |
| 2018 | Carlotta Maggiorana          | Marcas               | [ 17 ] |
| 2019 | Carolina Stramare            | Lombardía            | [ 18 ] |
| 2020 | Martina Sambucini            | Lacio                | [ 19 ] |
| 2021 | Zeudi Di Palma               | Campania             | [ 20 ] |
| 2022 | Lavinia Abate                | Lacio                | [ 21 ] |
| 2023 | Francesca Bergesio           | Piamonte             | [ 22 ] |
| 2024 | Ofelia Passaponti            | Toscana              | [ 1 ]  |

### Finalistas
| Año  | Primera finalista            | Primera finalista   | Segunda finalista            | Segunda finalista   | Ref.   |
| Año  | Nombre                       | Región              | Nombre                       | Región              |        |
| ---- | ---------------------------- | ------------------- | ---------------------------- | ------------------- | ------ |
| 1946 | Silvana Pampanini †          | Lacio               |                              |                     |        |
| 1947 | Gianna Maria Canale †        | Calabria            | Luigia «Gina» Lollobrigida † | Lacio               |        |
| 1948 | Ornella Zamperetti           | Emilia-Romaña       |                              |                     |        |
| 1949 | Bruna Rigo                   | Friul-Venecia Julia |                              |                     |        |
| 1950 | Anna Maria Rossi             | Lacio               |                              |                     |        |
| 1951 | Marina Bughi                 | Piamonte            | Fanny Landini                | Liguria             |        |
| 1952 | Marina Paolucci              | Liguria             | Marisa Valenti               | Lacio               |        |
| 1953 | Eletta Polvani               | Toscana             | Rosanna Galli                | Lacio               |        |
| 1954 | Alba Armillei                | Lacio               | Clara Mondozi                | Marcas              |        |
| 1955 | Anna Maria Micheli           | Umbría              | Franca Capra                 | Cerdeña             |        |
| 1956 | Rosa Bramanti                | Calabria            | Annunziata Di Pietro         | Lacio               |        |
| 1957 | Giuseppina Vodicer           | Toscana             | Mila Sorrentino              | Abruzos             |        |
| 1958 | No elegidas                  | No elegidas         | No elegidas                  | No elegidas         |        |
| 1959 | Silvia Cajazza               | Calabria            | Doriana De Viri              | Toscana             |        |
| 1960 | Erika Spaggiari              | Lombardía           | Anny Pace                    | Lacio               |        |
| 1961 | Adriana Isopi                | Abruzos             | Rosalba Grottesi             | Lacio               |        |
| 1962 |                              |                     |                              |                     |        |
| 1963 |                              |                     |                              |                     |        |
| 1964 |                              |                     |                              |                     |        |
| 1965 |                              |                     |                              |                     |        |
| 1966 | Nadia Marconi                | Lacio               |                              |                     |        |
| 1967 |                              |                     |                              |                     |        |
| 1968 |                              |                     |                              |                     |        |
| 1969 | Nicoletta Forte              | Liguria             | Rossella Ambrosiani          | Lombardía           |        |
| 1970 | Rosanna Barbieri             | Emilia-Romaña       | Anna Maria Rizzoli           | -                   |        |
| 1971 |                              |                     |                              |                     |        |
| 1972 | Tanina Di Grado              | Toscana             | Patrizia Luparia             | Emilia-Romaña       |        |
| 1973 |                              |                     |                              |                     |        |
| 1974 | Ileana Caravati †            | Lombardía           |                              |                     |        |
| 1975 | Angela D'Orso                | Lacio               |                              |                     |        |
| 1976 |                              |                     |                              |                     |        |
| 1977 | Loren Cristina Mai           | Emilia-Romaña       | Silvana Capolino             | Campania            |        |
| 1978 |                              |                     |                              |                     |        |
| 1979 | Elena Nardi                  | Friul-Venecia Julia | Renata Winkler               | Emilia-Romaña       |        |
| 1980 |                              |                     |                              |                     |        |
| 1981 |                              |                     |                              |                     |        |
| 1982 |                              |                     |                              |                     |        |
| 1983 | Tiziana Bonanni              | Umbría              | Melinita D'Urso              | Sicilia             |        |
| 1984 |                              |                     |                              |                     |        |
| 1985 |                              |                     |                              |                     |        |
| 1986 |                              |                     |                              |                     |        |
| 1987 | Maria Paola Gorini           | Umbría              | Lucia Masoni                 | Toscana             |        |
| 1988 | Laura Stevanella             | Véneto              |                              |                     |        |
| 1989 | Stefania Mega                | Apulia              |                              |                     |        |
| 1990 | Arianna Jacomelli            | Lacio               | Lara Capitanio               | Véneto              |        |
| 1991 | Tatiana Zaghet               | Friul-Venecia Julia | Gioia Mariotti               | Toscana             |        |
| 1992 | Monia Lazzaro                | Véneto              | Patrizia Deitos              | Emilia-Romaña       |        |
| 1993 | Tania Piga                   | Piamonte            | Erika Rossi                  | Toscana             |        |
| 1994 | Beatrice Bocci               | Toscana             | Letizia Filippi              | Umbría              |        |
| 1995 | Arianna Marchetti            | Véneto              | Cristina Massetti            | Umbría              |        |
| 1996 | Ilaria Murtas                | Cerdeña             | Maria Mazza                  | Campania            |        |
| 1997 | Vincenza Cacace              | Campania            | Christiane Filangieri        | Campania            |        |
| 1998 | Cristina Cellai              | Toscana             | Chiara Tribuzio              | Apulia              |        |
| 1999 | Elisa Pelatti                | Emilia-Romaña       | Caterina Balivo              | Campania            |        |
| 2000 | Barbara Di Palma             | Campania            | Alessia Signorini            | Toscana             |        |
| 2001 | Carlotta Mantovan            | Véneto              | Simona Marotta               | Calabria            |        |
| 2002 | Carla Duraturo               | Campania            | Silvia Iotti                 | Emilia-Romaña       |        |
| 2003 | Debora Salvalaggi            | Lacio               | Laura Prostamo               | Lombardía           |        |
| 2004 | Chiara Perino                | Piamonte            | Ambra Lombardo               | Sicilia             |        |
| 2005 | Anna Munafò                  | Sicilia             | Pamela Camassa               | Toscana             |        |
| 2006 | Elisa Silvestrin             | Véneto              | Ylenia De Valeri             | Lacio               |        |
| 2007 | Sabrina Passante             | Apulia              | Ilaria Capponi               | Umbría              |        |
| 2008 | Marianna Di Martino De Cecco | Sicilia             | Athina Covassi               | Friul-Venecia Julia |        |
| 2009 | Mirella Sessa                | Campania            | Letizia Bacchiet             | Véneto              |        |
| 2010 | Giulia Nicole Magro          | Véneto              | Giulia Di Quinzio            | Abruzos             |        |
| 2011 | Mayra Pietrocola             | Apulia              | Sarah Baderna                | Emilia-Romaña       |        |
| 2012 | Romina Pierdomenico          | Abruzos             | Claudia Tosoni               | Lacio               |        |
| 2013 | Fabiola Speziale             | Sicilia             | Federica Ciocci              | Cerdeña             |        |
| 2014 | Sara Nervo                   | Véneto              | Giulia Salemi                | Emilia-Romaña       |        |
| 2015 | Letizia Moschin              | Véneto              | Vincenza Botti               | Campania            |        |
| 2016 | Paola Torrente               | Campania            | Silvia Lavarini              | Véneto              |        |
| 2017 | Laura Codén                  | Véneto              | Samira Lui                   | Friul-Venecia Julia | [ 16 ] |
| 2018 | Fiorenza D'Antonio           | Campania            | Chiara Bordi                 | Lacio               | [ 17 ] |
| 2019 | Serena Petralia              | Sicilia             | Sevmi Tharuka Fernando       | Véneto              | [ 18 ] |
| 2020 | Beatrice Scolletta           | Lacio               | Alice Leone                  | Liguria             | [ 19 ] |
| 2021 | Gabriella Bagnasco           | Basilicata          | Lorena Tonacci               | Campania            | [ 20 ] |
| 2022 | Carolina Vinci               | Cerdeña             | Virginia Cavalieri           | Emilia-Romaña       | [ 21 ] |
| 2023 | Veronica Lasagna             | Lombardía           | Siria Pozzi                  | Cerdeña             | [ 22 ] |
| 2024 | Elisa Armosini               | Cerdeña             | Mariama Diop                 | Lombardía           | [ 1 ]  |